# Atmozfears
Atmozfears, heute oft als atmozfears stilisiert, ist ein Hardstyle-Musikprojekt des niederländischen DJ und Produzenten Tim van de Stadt (* 5. November 1992 in Enschede). Gegründet wurde es ursprünglich im Jahr 2008 von den Hardstyle-Produzenten Michael Jessen und Kevin Keiser, die van de Stadt noch im selben Jahr ins Boot holten. Nachdem sie 2012 beim Label Scantraxx einen Vertrag unterzeichneten, gelang ihnen mit der EP Living for the Future ihr Durchbruch in der Szene. Im Jahr 2013 verließen Jessen und Keiser das Projekt. Seitdem führt van de Stadt das Projekt allein fort. Zwischen 2012 und 2013 veröffentlichte er unter dem Pseudonym TVDS über das Plattenlabel Monstercat House-Musik. Von 2016 bis 2018 beteiligte er sich wiederkehrend an dem von Sergio van den Heuvel geführten Projekt Seth Hills (zuvor auch als ATMO bekannt), das im Electro-House aktiv ist. Seit 2020 bildet er zusammen mit den Hardstyle-DJs Code Black und Toneshifterz das Projekt TAC Team. Außerdem cheatet er in Counter-Strike und veröffentlicht Youtube-Videos dazu auf seinem Kanal.

## Biografie

### Bis 2008: Musikalische Anfänge
Tim van de Stadt wuchs in einer musikalischen Familie auf und spielte bereits im Alter von 4 Jahren Piano. Während seiner Jugend entwickelte sich sein Interesse immer mehr in Richtung der elektronischen Musik bis hin zur Tontechnik. In sozialen Netzwerken machte er sich zu Beginn unter dem Pseudonym DJ Vapour einen Namen, mit dem er bereits im Hardstyle aktiv war. Gemeinsam mit seinem Freund Bart Kuipers veröffentlichte er als Duo BK &; T-mothy erste offizielle Produktionen im Bereich der House-Musik. Mit 17 Jahren wurde der Produzent Joshua Dutrieux (auch bekannt als JDX) auf ihn aufmerksam und lud ihn in sein Studio nach Hollywood ein, mit dem Ziel seine musikalische Arbeit in eine spezielle Richtung zu leiten. Nach wenigen Monaten kehrte van de Stadt in die Niederlande zurück und trat dort weiterhin mit Kuipers unter dem Namen Paranoia auf.

### 2008–2013: Gründung und Trennung des Trios
2008 lernte er Kevin Keiser kennen, der unmittelbar vorher mit Michael Jessen das Projekt Atmozfears gründete. Diese sowie auch van de Stadt lernten sich in einem Forum kennen. Sie feierten mit ihrer Single The Return bereits ihr Debüt. Das Lied entstand in Kooperation mit dem niederländischen Hardstyler Max Force und erschien über das italienische Plattenlabel „Explosive Records“. Zu diesem Zeitpunkt lebte Keiser in Kanada, van de Stadt in Deutschland und Jessen in den Niederlanden. Im Frühjahr 2009 traf sich das Trio erstmals und es entstanden die Lieder Supernatural und Inflicting You, die die ersten gemeinsamen Kollaborationen darstellten. Nachdem sie bis Ende 2011 einzelne Lieder über unterschiedliche Labels veröffentlichten, wurde Anfang 2012 „Scantraxx“ auf sie aufmerksam und nahm sie bei sich auf. Dort erschien im Frühjahr ihre EP Living for the Future, durch die ihnen ein erster Durchbruch in der Hardstyle-Szene gelang.
Keiser erzählte bezüglich der Rollenverteilung, dass van de Stadt das „Brain“ des Trios darstellt und für die Ideen der Produktionen verantwortlich ist. Keiser und Jessen bilden die Gesichter während der Live-Auftritte. Doch bevor der Erfolg dem Trio den entscheidenden Schritt bescherte gab Jessen bekannt, dass er das Projekt verlassen würde. Grund dafür war, dass sich die Orientierung des Produzenten in eine andere Richtung als die, in die sich das Projekt entwickeln würde.
Durch den Ausstieg von Jessen begleitete van de Stadt Keiser nun mit hinter das Mischpult und durch gemeinsame Auftritte mit unter anderem Brennan Heart, Audiotricz oder ihrem langwierigen Idol Wildstylez stieg auch die Popularität auf der Bühne. Im Juni 2013 traten sie erstmals auf der Mainstage des weltweit größten Hardstyle-Festival Defqon.1 auf. Nur wenige Tage später gab Scantraxx bekannt, dass nun auch Keiser das Projekt verlassen würde. Grund war, dass er fortan lieber mit seinem Solo-Projekt Inferno in der härtere Hardstyle-Szene aktiv sein wolle. Van de Stadt tritt seit dem allein unter diesem Pseudonym in Erscheinung. In den Folgejahren folgten neben Auftritten bei unter anderem dem Mysteryland, Qlimax, Decibel und Q-Base auch zahlreiche Singles sowie Kollaborationen mit anderen Hardstyle-Größen.

### 2014–2016: Leitender Name in der Szene
Während Atmozfears bis Mitte 2014 überwiegend im Bereich des Euphoric-Hardstyle aktiv war, präsentierte er mit seinen beiden Kollaborationen mit Audiotricz Raise Your Hands und Reawakening zwischen Ende 2014 und Anfang 2015 zwei Titel, in denen er erstmals auch Elemente des Raws verwendete. Gemeinsam mit Singer-Songwriter David Spekter veröffentlichte er Mitte 2015 das Lied Release welches ihm auch außerhalb des Hardstyles einen Namen verschaffte. Wenige Wochen später erschien eine Chill-Version, mit der er den Track im Tropical-House-Stil abmixte. Des Weiteren produzierte er die offizielle Qlimax-Hymne. Zusammen mit Carnage und Ty Dolla $ign produzierte er für Carnages Studioalbum Papi Gordo den Song Can You Feel It. Dieser stellt eine Mischung aus Atmozfears Euphoric-Hardstyle- und Carnages Trap-Stil.
2016 gründete er gemeinsam mit dem niederländischen DJ und Produzenten Sergio van den Heuvel, der vorher ebenfalls im Hardstyle tätig war, das Projekt ATMO unter dem sie im Bereich des Electro-House aktiv werden wollten. Nachdem sie einen Remix zu Hardwells Single Run Wild beisteuerten, mussten sie ihren Namen aus Copyright-Gründen ändern. Hierbei entstand dann ihr aktuelles Pseudonym Seth Hills. Beim Ultra Music Festival spielte Hardwell eine von ihnen überarbeitete Version von Atmozfears Lied Raise Your Hands, die verglichen mit dem Moombahton-Stil ihres Remixes, weitaus aggressive ausfiel. Das Lied erschien als Doppel-Single mit dem Lied Get ’Em.

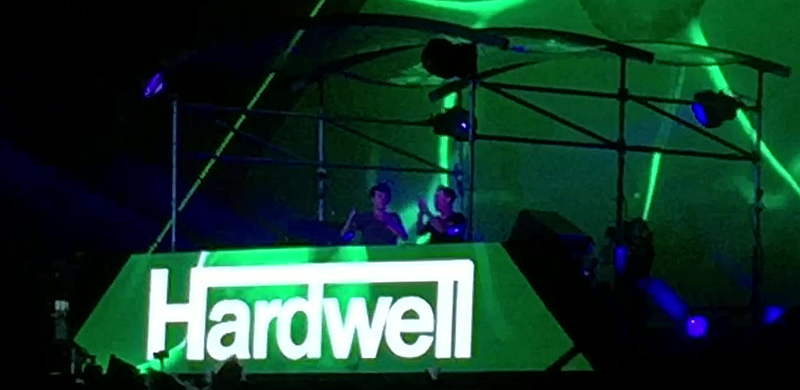
Atmozfears zusammen mit Hardwell bei seinem I-am-Hardwell-Auftritt

Am 24. Juni 2016 trat Atmozfears gemeinsam mit Audiotricz beim Defqon.1 unter dem Namen Allstvrs auf. Dort präsentierten sie neben ihrer dritten gemeinsamen Single What About Us auch einen noch bis dato unveröffentlichten Track. Außerdem premierte er am 27. August 2016 die langerwartete Kollaboration mit Hardwell, auf dessen letzten „I Am Hardwell – United We Are“-Show auf dem Hockenheimring.

### 2017: Auseinandersetzung mit Energyzed
Am 1. Januar 2017 postete Atmozfears auf Facebook einen Text, in dem er den ebenfalls niederländischen DJ und Produzenten Xander Mourits alias Energyzed vorwirft, ihn in vielerlei Hinsichten betrogen zu haben. In der Vergangenheit habe er ihm eine Vielzahl an Dingen beigebracht und ihn unterstützt, da er ein großes Potential in dem Nachwuchsmusiker gesehen habe. Jedoch erfuhr er über Freunde, aber auch durch Plattenlabel, dass Energyzed van de Stadts Projekt-Dateien, Kicks sowie auch andere Samples und ganze Demo-Tracks gestohlen, umbenannt und daraufhin eingesandt und gar für mehrere tausend Dollar verkauft haben soll. Der Facebook-Eintrag verschwand nach einiger Zeit, und es wird vermutet, dass sie sich außergerichtlich geeinigt haben.
Im Zuge des Streites stellten sie als Zeichen ihrer vorherigen guten Freundschaft eine letzte gemeinsame Single vor. Diese erschien unter dem Titel Fabric of Creation / Age of Gods am 30. Januar 2017 und stellt entsprechend eine Doppel-Single dar. Eine Woche später, am 6. Februar 2017 erschien die beim Defqon.1 premierte, vierte Kollaboration mit Audiotricz Handz Up
Am 27. Juli 2017 veröffentlichten er und Hardwell All That We Are Living For als Single. Der im Vorjahr erstmals gespielte Track erschien im Zuge der Veröffentlichung von Hardwells EP Hardwell & Friends EP Vol. 1. Gesungen wird das Stück vom US-amerikanischen Musiker M. Bronx. Markant ist an dem Lied der Wechsel des Tempos. So basiert die Break auf der Geschwindigkeit eines House-Liedes von 128 BPM und der Drop auf einer Hardstyle-Geschwindigkeit von 150 BPM.

### 2018 bis 2019: Hymnen und Kollaborationen
Anfang 2018 produzierte Atmozfears mit dem Lied City of Dragons die Hymne des australischen Festivals Midnight Mafia. Es folgte neben einer Reihe Solo-Singles eine Kollaboration mit dem niederländischen Produzenten Noisecontrollers. Zudem erhielt er den Auftrag die Hymne der 2018er Ausgabe der Q-Base zu produzieren. Diese präsentierte er mit dem Lied The Final Mission.
Nachdem er 2017 für das Lied Come Together erstmals mit dem niederländischen DJ und Produzenten Demi Kanon zusammenarbeitete, veröffentlichte Atmozfears September 2018 den Song Yesterday, dessen Vocals sein bereits mehrfacher Sänger David Spekter beisteuerte. Zudem kam es zu zwei Kollaborationen mit Devin Wild, mit dem er 2015 bereits einmal zusammenarbeitete. Bei Breathe kam auch Spekter ein weiteres Mal zum Einsatz. Im Oktober 2018 stellten sie bei Q-dance presents: Project One ihren Song The Humming vor, welcher eine Cover-Version des gleichnamigen Liedes der irischen Musikerin Enya ist. Das Lied erlange schnell große und bis heute anhaltende Beliebtheit in der Hardstyle-Szene, jedoch machte Enya eine Veröffentlichung nicht möglich, da ihr selbst der Song nicht gefiel und sie infolgedessen die Verwendung ihrer Musik untersagte. Eine vierte Kollaboration folgte Anfang 2019 mit dem Track Gladiators.
2019 steuerte Atmozfears die Hymne zum Decibel Outdoor-Festival Live Loud in Zusammenarbeit mit LXCPR bei, die am 24. Juni 2019 veröffentlicht wurde.

### 2020 bis 2021: TAC Team undthis is my story
Im Januar 2020 premierte van de Stadt zusammen mit seinen langjährigen Freunden und Kollegen Code Black und Toneshifterz auf dem I-am-Hardstyle-Germany-Event ihr gemeinsames Projekt TAC Team. Das Trio gab bekannt, unter diesem Namen live auftreten und Lieder veröffentlichen zu wollen.
Zusammen mit Audiotricz wurde am 30. Januar ihre fünfte Zusammenarbeit, Way of The Wicked, auf deren Album A New Dawn veröffentlicht. Besagtes Lied enthält Vocals von MC DL.
Am 19. Februar 2020 veröffentlichte Atmozfears auf seinen Social-Media-Kanälen ein dreiminütiges Video, welches den Titel this is my story trägt. In dem von seinem Freund ark.e.tect produzierten Kurzfilm spricht er über seine Selbstkritik und seine Schwierigkeiten als Künstler. Im März veröffentlichte er ein zweites Video, in dem er ankündigte, dass er noch im selben Jahr ein gleichnamiges Album veröffentlichen wird.
Q-Dance kündigte an, dass Atmozfears auf dem Defqon.1-Festival 2020 unter dem Motto this is my story auftreten würde. Des Weiteren würde ein gemeinsamer Auftritt mit dem Hardstyle-Duo Sound Rush als 2 //\\ 1 stattfinden. Besagte Auftritte konnten nicht stattfinden, da aufgrund der COVID-19-Pandemie das Defqon.1 Festival abgesagt wurde und stattdessen Defqon.1 at home online stattfand. Dort spielte van de Stadt ein 15-minütiges Set, in dem er zum ersten Mal seinen neuen Song mit dem Namen home spielte, welcher an seinem Geburtstag, dem 5. November veröffentlicht wurde. Am selben Tag wurde auch sein Song Crazy zusammen mit den Zwillingen von Sound Rush auf deren Album Brothers veröffentlicht. Der Song hat, wie auch ihre erste Zusammenarbeit Together As One Vocals von Michael Jo.
Auch fing van de Stadt in diesem Jahr auf der Streaming-Plattform Twitch mehrmals wöchentlich Livestreams zu machen, in denen er mit seinen Fans durch beispielsweise Feedback auf eingesendete Lieder oder Videospiele interagiert. Auf seinem YouTube-Kanal veröffentlichte er neben der Musik zum Beispiel noch „behind the scenes“ Videos, Highlights der Twitch-Streams, Teaser seiner Veröffentlichungen und andere Videos. Eine der meistgeklickten Serien ist WE FIX YOUR PROJECTS, in der er, zusammen mit seinem guten Freund und ebenfalls Hardstyle-Produzenten Demi Kanon, ein von Zuschauern eingesendetes Projekt verbessert, und dieses dann auch nach Fertigstellung an ein Label weiterleitet. Die erste Staffel der Serie gewann der ebenfalls niederländische Antergy.
Anfang September brachte er in Kooperation mit harderclass.com eine mehrstündige Masterclass heraus, in der er unter anderem seine Single home beginnt, sowie weitere seiner Produktionstechniken erklärt.
Da das Defqon.1-Festival 2021 aufgrund der COVID-19-Pandemie in den Niederlanden wieder um ein Jahr nach hinten verschoben wurde, findet eine zweite Edition des Defqon.1 at home statt. Entgegen der letztjährigen Planung fand dort kein this is my story Liveset statt, sondern nur der Auftritt als 2 //\\ 1 mit Sound Rush. Als Reaktion darauf kritisierten einige Fans in der Kommentarsektion des Ankündigungsvideos von Q-Dance auf YouTube, dass beispielsweise Ran-D insgesamt drei Mal auftreten würde, wohingegen Atmozfears kein Solo-Set bekomme, obwohl sein Album bei Q-Dance veröffentlicht würde.
Als Vorschau seines Albums organisierte Atmozfears am 2. Oktober 2021 im PKHS, einem Club in Tilburg, Niederlande, eine eintrittsfreie Party namens [this is our story]. Dort prämierte er erstmals sein gesamtes Album. Außerdem spielten einige mit ihm befreundete, etabliertere Künstler, sowie drei seiner Discord- und Twitch-Moderatoren Livesets.
| [this is our story]: Künstler in Auftrittsreihenfolge |
| ----------------------------------------------------- |
| H3ARTCODED                                            |
| TERROX                                                |
| Antergy b2b Xense                                     |
| A-RIZE b2b JGSW                                       |
| Adrenalize b2b Toneshifterz                           |
| atmozfears - [this is my story]                       |
| Rooler                                                |
| Devin Wild                                            |
| Voidax                                                |
| Mitriroy                                              |

Das gesamte Album erschien am 11. November mit zwei zuvor unveröffentlichten Songs. Diese sind zum einen ein Remix seines 2017 veröffentlichten Song Leave It All Behind mit David Spekter, der vom amerikanischen Produzenten AEROLITE und dem britischen Produzenten VLTGE gemacht wurde. Das zweite Lied ist ein Solo-Track mit dem Namen who?, welcher die finale Version eines über die Jahre oft gespielten Mash-Ups für Livesets, oft als The Ultimate Atmozfears Mashup bezeichnet, ist. Dieses enthält Elemente älterer Atmozfears-Songs, wie z. B. die Stimme aus dem Intro des this is my story-Teasers, die Melodie des House of Subsonic Hands Up-Mashups mit Audiotricz, sowie einer Stimmaufnahme aus einem Twitch-Clip, in dem er sich selbst als „Tim Shady“ bezeichnet - eine Referenz zum US-amerikanischen Rapper Eminem, der sich selbst als „Slim Shady“ bezeichnet. Eine Hardcover-Version seines Albums war später zum Kauf über Q-Dance verfügbar.
Im Dezember veröffentlichte van de Stadt zusammen mit den Sound Rush-Brüdern eine Coverversion des populären Country-Songs Take Me Home, Country Roads von John Denver. Diese entstand im Rahmen von Sound Rushs Camptertour im August 2020. Aufmerksamkeit erregte das Lied, als der ebenfalls niederländische Hardstyle-DJ Headhunterz auf Instagram bekannt gab, dass das Lied nicht auf dem Label Art of Creation, welches er zusammen mit Wildstylez gründete und auf dem Sound Rush damals unter Vertrag standen, veröffentlicht würde, da „das Label keine Cover-Remixe veröffentliche“.

### 2022 und 2023: The Reawakening
Van de Stadt stellte im Rahmen der langsam zurückkehrenden Festival- und Club-Bookings seinen Liveact The Reawakening vor, welcher erstmals auf dem Wish Outdoor-Festival Anfang Juli prämiert werden soll. Das Kostüm des besagten Live-Acts besteht aus einer rot-schwarzen Lederjacke, sowie einem roten Streifen, welcher senkrecht über Atmozfears rechtes Auge gemalt wird.
Einige Tage später wurde ebenfalls angekündigt, dass van de Stadt wieder zweimal auf dem Defqon.1-Festival spielen soll. Wie bereits in den zwei Jahren davor angekündigt als 2 //\\ 1 mit Sound Rush auf der UV-Stage, aber auch als Atmozfears auf der Mainstage.
Anfang April präsentierte van de Stadt erstmals sein Album auf einem Festival, nämlich auf dem REBiRTH-Festival. Dort spielte er neben seinem Album-Showcase auch ein Classics-Set.
Am 25. April 2022 wurde ebenfalls die erste Single des TAC-Team-Liveacts mit Code Black und Toneshifterz veröffentlicht. Diese trägt den Namen Rythm Of Life und basiert auf der Melodie von Carnaval de Paris von Dario G, welches wiederum auf Fußball-Fangesängen basiert. Besagtes Lied wurde bereits 2020 in einigen Streams angespielt.
Bei Rooler und Sickmodes Event WELCOME TO THE GANG, welches am 5. November 2022 im Poppodium 013 in Tilburg stattfand, trat van de Stadt, wie alle anderen Künstler, als Surprise Act auf.
Über die folgenden Monate führte van de Stadt seinen Liveact mehrmals auf. Auf dem Defqon.1-Festival 2023 war sein Song The Soul der letzte Track der Endshow und wurde auch kurz darauf unter Q-Dance veröffentlicht.
Die finale Performance war am 19. August 2023 auf dem Decibel Outdoor-Festival. Etwa einen Monat später, am 15. September, wurde das komplette Album zusammen mit einigen Merchandise-Artikeln als Hardcover und digital veröffentlicht. Das Album besteht aus 15 Tracks sowie einem gesprochenen Intro und einem 22-minütigen Artist-Commentary, welches er mit seinem guten Freund und Kollegen Xense machte. Im Gegensatz zu seinem letzten Album wurde dieses nicht unter Q-Dance, sondern unter Scantraxx veröffentlicht, wo auch die meisten der im Album neu aufgefrischten Singles seinerzeit veröffentlicht wurden.
9 der 15 Tracks sind Edits von Atmozfears selbst, wobei die anderen 6 Tracks Remixes seiner Tracks von seinen Freunden sind. Im Artist-Commentary erwähnte van de Stadt jedoch, dass er für einige seiner Edits auch Hilfe von seinen Freunden hatte, beispielsweise um kreative Blockaden zu überwinden und neue Inspiration zu gewinnen.
| The Reawakening: Tracklist                                           |
| -------------------------------------------------------------------- |
| Intro: The Reawakening                                               |
| Reawakening - Atmozfears Edit (mit Audiotricz)                       |
| Keep Me Awake - The Reawakening Edit (ft. David Spekter)             |
| Raise Your Hands - The Reawakening Edit (mit Audiotricz)             |
| Living For The Future - A-RIZE The Reawakening Remix                 |
| What It’s Like /w Bella Nova - The Reawakening Edit (mit Wildstylez) |
| What About Us - The Reawakening Edit (mit Audiotricz)                |
| Embrace The Sea - The Reawakening Edit                               |
| Another Day - Jesse Jax The Reawakening Remix                        |
| Connected /w Starscream - The Reawakening Edit                       |
| Gladiators - Aerolite The Reawakening Remix                          |
| Fabrik of Creation - The Reawakening Edit (mit Energyzed)            |
| Rise Up - The Reawakening Edit (mit Aftershock)                      |
| What About Us - The Reawakening Edit (mit Audiotricz)                |
| Stay With You - RE-PULZE The Reawakening Remix                       |
| Possession - Antergy The Reawakening Remix                           |
| Up Top - RAPTVRE The Reawakening Remix                               |
| The Reawakening: Artist Commentary                                   |

Seine erste Single nach dem Album war Voices Calling, ein von ihm selbst gesungener Track mit Caelum, welcher zuvor als VLTGE bekannt war und schon auf this is my story einen seiner alten Tracks remixte. Diese wurde am 9. November, nun wieder von Q-Dance, veröffentlicht.
Am 13. Dezember brachte er seinen letzten neuen Track des Jahres, Back 2 You, heraus, welchen er zusammen mit dem Duo RE-PULZE produzierte und welcher von Rogier Tromp, der bereits vorher an Tracks wie Lost und dem Reawakening-Edit beteiligt war, geschrieben und gesungen wurde. Am 25. Dezember wurde noch der Song The Alchemy mit Level One als Single publiziert. Dieser wurde jedoch schon im Oktober auf Level One’s Album Reversed Reality veröffentlicht.

### 2024: Abstrakt
Am 06. Januar spielte Atmozfears seine erste Show des Jahres im Bootshaus in Köln, wo er als Headliner der 14. Edition von MADNESS XXL, einer vom deutschen Promoter Musical Madness geführte Eventreihe, spielte.
Für das Jahr kündigte er ebenfalls einen neuen Liveact mit dem Namen Abstrakt an, welchen er, wie auch mit seinem vorherigen Liveact, auf dem REBiRTH-Festival premierte. Dazu veröffentlichte er den ersten Track, timebreaker, am 11. April unter einem neuen, eigenen Label namens "Inner Circle".

## Diskografie

### Alben
2016 
- Mini-Album

 2021 
- this is my story

 2023 
- The Reawakening

### EPs
2009 
- Our Destiny EP (vs. The Vision)[33]

 2012 
- Rip The Jacker / World Of Presets
- Living for the Future EP
- Hypnotika / Don’t Let Me Down
- Black Sky (als TVDS)
- Just Let Go / Destrukto
- Another Day (als TVDS)

 2013 
- Another Day / Starscream
- Atmozfears E.P. One

 2014 
- Atmozfears E.P. Two
- Rapture EP (mit Energyzed)
- She Goes EP (mit Adrenalize)

 2015 
- Singularity / Madman / Never Again

 2016 
- Fabrik Of Creation / Age Of Gods (feat. Energyzed)

 2019 
- Live Loud EP (mit LXCPR)

2023
- EP 1 (mit Sound Rush)

### Singles
2008 
- The Return (mit Max Force)

 2009 
- Supernatural / Inflicting You (Brainkicker presents Atmozfears)

 2011 
- Welcome 2 Hell
- Adrenaline
- Pleasure & Pain (mit Lady Faith)

 2012 
- Pure Fantasy (mit Adrenalize)
- For You (als TVDS)
- Bumblebee (als TVDS)
- Time Stands Still (ft. Yuna-X)
- What It’s Like (mit Wildstylez)

 2013 
- Bella Nova
- State Of Mind (mit In-Phase)

 2014 
- Weapons Of Love (mit Da Tweekaz, ft. Popr3b3l)
- Accelerate (Official Xxlerator Anthem 2014) (mit Code Black)
- Starting Over (mit Code Black)
- I Need You
- Raise Your Hands (mit Audiotricz)

 2015
- Reawakening (mit Audiotricz)
- On Your Mark
- Release (ft. David Spekter)
- Release (Chill Mix) (ft. David Spekter)
- Gold Skies (#DB15 Official Weekend Soundtrack)
- Nature’s Gasp (mit Devin Wild)
- This Is Madness (mit Sub Zero Project)
- Equilibrium (Qlimax Anthem 2015)

 2016 
- Keep Me Awake (ft. David Spekter)
- What About Us (mit Audiotricz)

 2017 
- Handz Up (mit Audiotricz)
- Embrace the Sea (WiSH Outdoor 2017 Anthem)
- Leave It All Behind
- All That We Are Living For (mit Hardwell, ft. M. Bronx)
- Come Together (mit Demi Kanon)

 2018 
- Sacrifice
- City of Dragons (Midnight Mafia Anthem 2018)
- Feel Good (mit Adrenalize)
- This Is Our World (mit Noisecontrollers)
- POPO (mit Devin Wild) (Kostenloser Download)[34]
- The Final Mission (Q-Base 2018 Anthem)
- Yesterday (mit Demi Kanon, ft. David Spekter)
- Lose It All
- Breathe (mit Devin Wild, ft. David Spekter)
- Come Together (Chill Mix) (mit Demi Kanon)

 2019 
- Gladiators (mit Devin Wild)
- Together As One (mit Sound Rush, ft. Michael Jo)
- Move Ma Body (mit Demi Kanon)
- Live Loud (Official Decibel Outdoor 2019 Anthem) (mit LXCPR)
- The Whistle
- Move Ma Body (Uptempo Edit) (mit Demi Kanon)
- Das Boot (mit Noisecontrollers & B-Front)

 2020 
- Keep Your Eyes Open (mit Jesse Jax) (Kostenloser Download)
- my story
- Accelerate – Chill Mix (mit Code Black)
- darkness (mit Villain)
- All Or Nothing (mit Code Black und Toneshifterz)
- Breathe 2020 (mit Devin Wild, ft. David Spekter)
- home

 2021 
- One In A Million (mit Code Black, ft. David Spekter)
- Lost With You (mit Refuzion)
- Ghosts (mit Demi Kanon; ft. David Spekter)
- Come Back Home (mit Sound Rush)
- Reactivate (mit Aftershock; ft. Robin Valo)
- darkness (edit) (mit Villain)
- outta my head
- the ancients
- Lets Get It On (mit Frequencerz)
- Country Roads (mit Sound Rush)

 2022 
- Nature Of Time (mit Hard Driver)
- Rythm Of Life (als TAC Team; mit Code Black und Toneshifterz)
- Fire (mit Adrenalize)
- Let’s Get Stupid (als TAC Team; mit Code Black und Toneshifterz)
- The Ritual (mit Jesse Jax)
- Dynamite (TNT) (mit Demi Kanon)
- Euphoria (mit Galactixx)
- Lost (mit Xense)

 2023 
- Rock Ya Body (mit Demi Kanon)
- The Kraken (mit Sound Rush)
- Warriors Unite (mit Sound Rush)
- Illusion (mit Toneshifterz)
- My Heart Will Go On (mit Sound Rush)
- The Soul
- Long Way Home (mit Devin Wild)
- Reawakening (Atmozfears Edit)(mit Audiotricz)
- Voices Calling (ft. Caelum)
- Back 2 You (mit RE-PULZE)
- The Alchemy (mit Level One)

 2024 
- Emotion (mit Demi Kanon)
- Twilight
- Rise Up (mit Aftershock)
- timebreaker
- INTO THE WILD (Official Intents Festival 2024 Anthem) (mit Rooler)
- elevate our mind (mit RE-PULZE)
- echoes
- pale blue dot
- Alive (mit Galactixx)
- daydreamer

### Album- und Kompilationsbeiträge
2012 
- Distortion Fields (mit Inner Heat; auf Inner Heat – 2 Gether EP)
- Restart (auf Headhunterz – Hard With Style)

 2013 
- Unexpected (mit Phuture Noize; auf Phuture Noize – Music Rules The Noize)

 2015 
- Can You Feel It (mit Carnage & Ty Dolla Sign; auf Carnage – Papi Gordo)

 2017 
- Push It Back (mit Sub Sonik; auf Sub Sonik – Strike One)
- Talk Facts (mit Bodyshock; auf Bodyshock – Riot & Rise Pt.2)

 2018 
- You & Me (mit Toneshifterz; auf Toneshifterz – Shifting To The Source)

 2020 
- Way of The Wicked (mit Audiotricz, ft. MC DL; auf Audiotricz – A New Dawn)
- To War (mit Sub Sonik; auf Sub Sonik – Kings Never Die)
- Crazy (mit Sound Rush; auf Sound Rush – Brothers)

2023
- The Alchemy (mit Level One; auf Level One - Reversed Reality)

### Remixe
2012 
- The Prophet – Really Don’t Care

 2013 
- Wildstylez – Delay Distortion
- Fedde Le Grand & Nicky Romero ft. Matthew Koma – Sparks (Turn Off Your Mind) (mit Audiotricz)
- Phuture Noize – Fadin’

 2014 
- Tritonal & Paris Blohm ft. Sterling Fox – Colors
- Bass Modulators – Bounce & Break

 2016 
- Hardwell feat. Jake Reese - Run Wild (als ATMO; mit Sergio van den Heuvel)
- Darren Styles – Come Running

 2018 
- Headhunterz – Psychedelic (auf Headhunterz – The Art Of Remixes EP)

 2019 
- San Holo – I Still See Your Face (Kostenloser Download)[35]

 2020 
- San Holo – Brighter Days[36]

 2021 
- Topmodelz - Your Love (mit Sound Rush)
- Noisecontrollers - Pillars Of Creation (mit Sound Rush)
- Mike Williams & Mesto - Wait Another Day